# Обикновена богомолка
Обикновените богомолки (Mantis religiosa) са вид насекоми от семейство Същински богомолки (Mantidae).
Те са незастрашен вид.
Таксонът е описан за пръв път от Карл Линей през 1758 година.

## Подвидове
- Mantis religiosa inornata
- Mantis religiosa siedleckii